# محمد جبريل (كاتب)
محمد جبريل، (17 فبراير 1938 - 29 يناير 2025)، هو روائي وقاص مصري ولد «بالإسكندرية» في 17 فبراير 1938م، وتجاوزت مؤلفاته الخمسين كتابا.
كان أبوه محاسبا ومترجما في نفس الوقت وله مكتبته الخاصة وقد أفاد محمد جبريل من مكتبة أبيه في قراءاته الأولى ويعتبرها سببا أساسيا في حبه للأدب. بدأ حياته العملية سنة 1959م محررا بجريدة الجمهورية مع الراحل رشدي صالح ثم عمل بعد ذلك بجريدة المساء. عمل في الفترة من يناير 1967 إلى يوليو 1968 مديرا لتحرير مجلة «الإصلاح الإجتماعى» الشهرية، وكانت تعنى بالقضايا الثقافية. عمل خبيرا ب"المركز العربي للدراسات الإعلامية للسكان والتنمية والتعمير". عمل رئيسا لتحرير جريدة الوطن بسلطنة عمان (تسع سنوات). عمل رئيسا للقسم الثقافى بجريدة المساء. تبنت الناشرة فدوى البستاني نشر أعماله الأدبية إيمانا منها بعالمية الرجل، حيث بلغت الكتب المنشورة عن محمد جبريل وأدبه (13) كتابا. نشرت بعض قصصه القصيرة في ملحق الجمعة الأدبي بجريدة الأهرام المصرية. كما درست أعماله في جامعات السربون ولبنان والجزائر. متزوج من الكاتبة والناقدة زينب العسال وله من زوجته الأولى ابنان هما "أمل" و"وليد". رشحه بعض المثقفين المصريين لنيل جائزة نوبل في الأدب.

## أعماله
- مجموعات قصصية:
- تلك اللحظة (1970)
- انعكاسات الأيام العصيبة (1981) ترجمت بعض قصصها إلى الفرنسية.
- هل (1987)
- حكايات وهوامش من حياة المبتلي (1996)
- سوق العيد (1997)
- انفراجة الباب (1997)
- حارة اليهود (1999)
- رسالة السهم الذي لا يخطيء (2000)
- ما لا نراه (2006)

- روايات:
- الأسوار (1972)
- إمام آخر الزمان (1984)
- من أوراق أبو الطيب المتنبي (1988)
- قاضي البهار ينزل البحر (1989)
- الصهبة (1990)
- قلعة الجبل (1991)
- النظر إلى أسفل (1992)
- الخليج (1993)
- اعترافات سيد القرية (1994)
- وزهرة الصباح (1995)
- الشاطيء الآخر (1996)
- رباعية بحري (1) أبو العباس (1997)
- رباعية بحري (2) ياقوت العرش (1998)
- رباعية بحري (3) البوصيري (1998)
- رباعية بحري (4) علي تمراز (1999)
- حكايات عن جزيرة فاروس (1998)
- الحياة ثانية (1999)
- بوح الأسرار (2000)
- مد الموج (2000)
- المينا الشرقية (2000)
- نجم وحيد في الأفق (2001)
- زمان الوصل (2002)
- ما ذكره رواة الأخبار عن سيرة أمير المؤمنين الحاكم بأمر الله (2003)
- صيد العصاري (2004)
- حكايات الفصول الأربعة (2004)
- غواية الإسكندر (2005)
- رجال الظل (2005)
- مواسم للحنين (2006)
- كوب شاي بالحليب (2007)
- المدينة المحرمة (2007)
- البحر أمامها (2007)
- أهل البحر (1) (2007)
- أهل البحر (2) (2008)
- ديليت (2013)

- كتب في أدب المقال:
- مصر.. من يريدها بسوء (1986)
- قراءة في شخصيات مصرية (1995)

- كتب دراسات:
- مصر في قصص كتابها المعاصرين (1973)
- نجيب محفوظ.. صداقة جيلين (1995)
- السحار.. رحلة إلى السيرة النبوية (1995)
- آباء الستينات.. جيل لجنة النشر للجامعيين (1995)
- مصر المكان (1998)
- البطل في الوجدان الشعبي (2000)
- سقوط دولة الرجل (2007)

### رسوم متحركة
- أسطورة مريدا - الملك فيرغوس

## الجوائز التي حصل عليها
- جائزة الدولة التشجيعية في الأدب عن كتابه «مصر في قصص كتابها المعاصرين». (1975)
- وسام العلوم والفنون من الطبقة الأولى.
- جائزة الدولة التقديرية في الآداب.[4]

## كتب ودراسات عنه
- الفن القصصي عند جبريل، مجموعة باحثين، 1984م
- دراسات في أدب محمد جبريل، مجموعة باحثين، 1986م
- البطل المطارد في أدب محمد جبريل، حسين علي محمد، 1999م
- فسيفساء نقدية: تأملات في العالم الروائي لمحمد جبريل، ماهر شفيق فريد، 1999م
- محمد جبريل موال سكندري، فريد معوض وآخرون، 1999م
- استلهام التراث في روايات محمد جبريل، سعيد الطواب، 1999م
- تجربة القصة القصيرة في أدب محمد جبريل، حسين علي محمد، 2001م
- فلسفة الحياة والموت في رواية الحياة الثانية، نعيمة فرطاس، 2001م
- روائي من بحري، حسني سيد لبيب، 2001م

## وفاته
توفي يوم الأربعاء 29 يناير 2025 بعد صراع مع المرض، عن عمر ناهز 87 عاما.